# Yeşilyayla, Gümüşova
Yeşilyayla là một xã thuộc huyện Gümüşova, tỉnh Düzce, Thổ Nhĩ Kỳ. Dân số thời điểm năm 2010 là 453 người.